# Taxi, Roulotte et Corrida
Taxi, Roulotte et Corrida is een Franse komische film uit 1958 geregisseerd door André Hunebelle, met in de hoofdrol Louis de Funès.

## Verhaal
Maurice Berger (Louis de Funès) is een hardwerkende, ietwat excentrieke taxichauffeur. Hij heeft zopas zijn laatste werkdag voor de zomervakantie afgerond. Samen met zijn schoonfamilie gaat hij op vakantie in Spanje. Aan de grens ondergaan ze een grondige controle van de Spaanse douane, vanwege de vele tabak die ze mee hebben. Langs hen staat een mooie, blonde dame, die een grote diamant het land wil in smokkelen. Om niet betrapt te worden, verbergt ze de diamant in de jaszak van Maurice. Wetende waar de familie naartoe gaat, wil ze later de diamant bij hen ophalen.

## Cast
| Acteur            | Personage      |
| ----------------- | -------------- |
| Louis de Funès    | Maurice Berger |
| Raymond Bussières | Léon           |
| Annette Poivre    | Mathilde       |
| Jacques Dufilho   | Taxi klant     |
| Paulette Dubost   | Germaine       |
| Guy Bertil        | Jacques Berger |
| Véra Valmont      | Myriam         |
| Jacques Dynam     | Pedro          |
| Albert Pilette    | Gonzalès       |
| Sophie Sel        | Nicole         |
| Max Révol         | Mr. Fred       |
| Jacques Bertrand  | Carlos         |
| Louis Bugette     | Casimir        |
| Roger Demart      | Barman         |